# Rönnbergens naturreservat
Rönnbergen är ett naturreservat  i Sävsjö kommun i Jönköpings län.
Området är skyddat sedan 2007 och är 32 hektar stort. Det är beläget nordväst om Sävsjö och består av flera olika naturtyper.

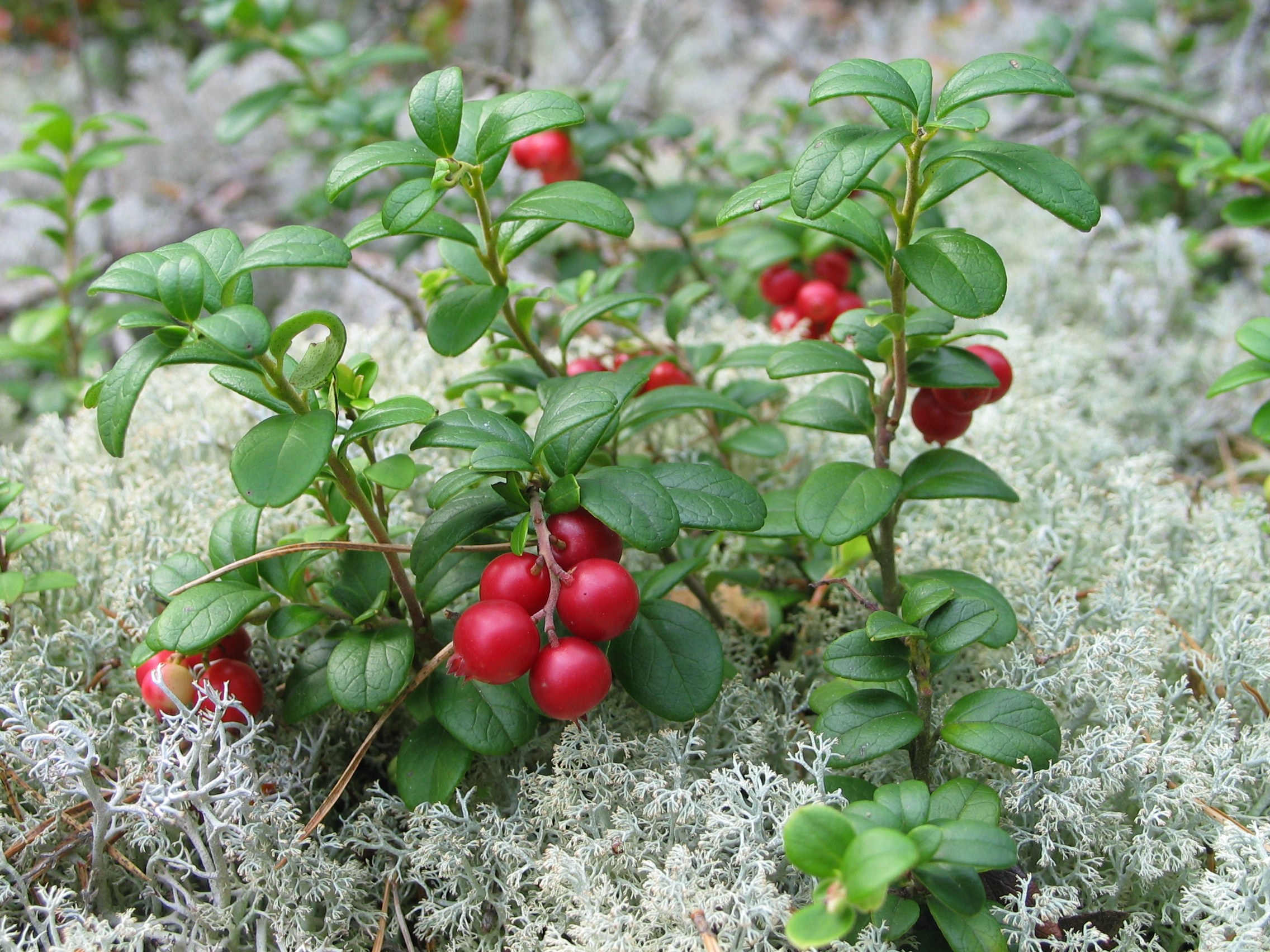
Lingon

Naturreservat är beläget mer än 300 meter över havet. Skogen består mest av gran. På marken växer blåbär, lingon och kruståtel. I den västra delen växer tallsumpskog. Där på marken kan man finna tuvull, ljung, missne, kärrviol och lingon. I reservatets norra del ligger en del av Älmhultamossen, som är en öppen högmosse.
De ovanliga arterna västlig hakmossa och vågig sidenmossa förekommer i området liksom kattfotslav och havstulpanlav. 